# Thannhausen
Thannhausen osztrák község Stájerország Weizi járásában. 2018 januárjában 2429 lakosa volt. 

## Elhelyezkedése

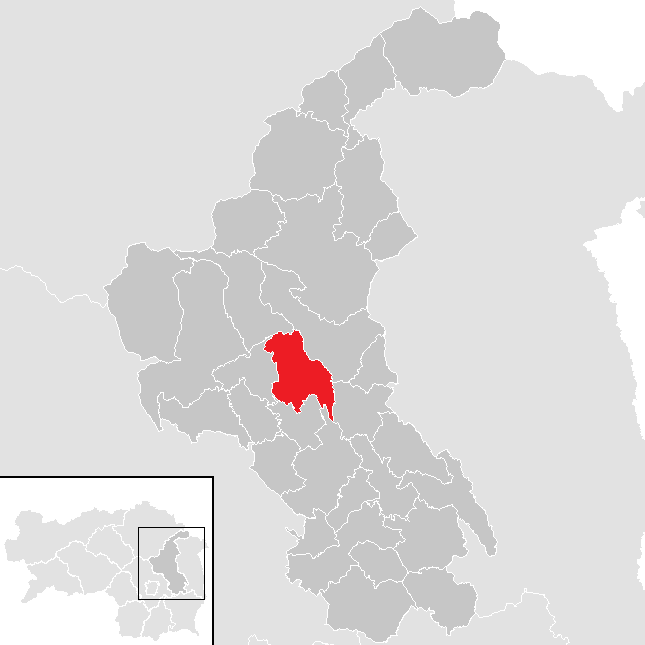
Thannhausen a Weizi járásban

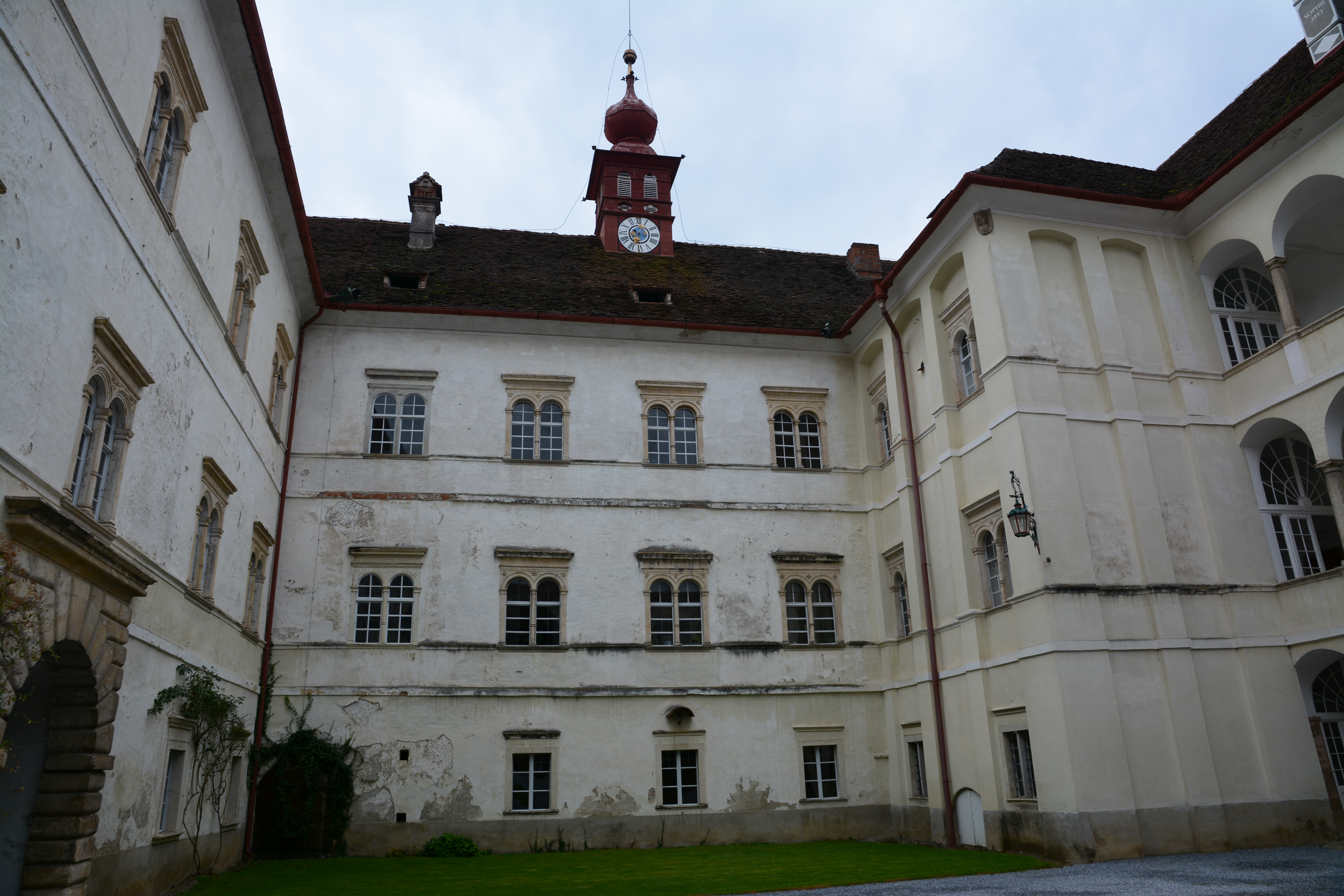
A Thannhausen-kastély udvara

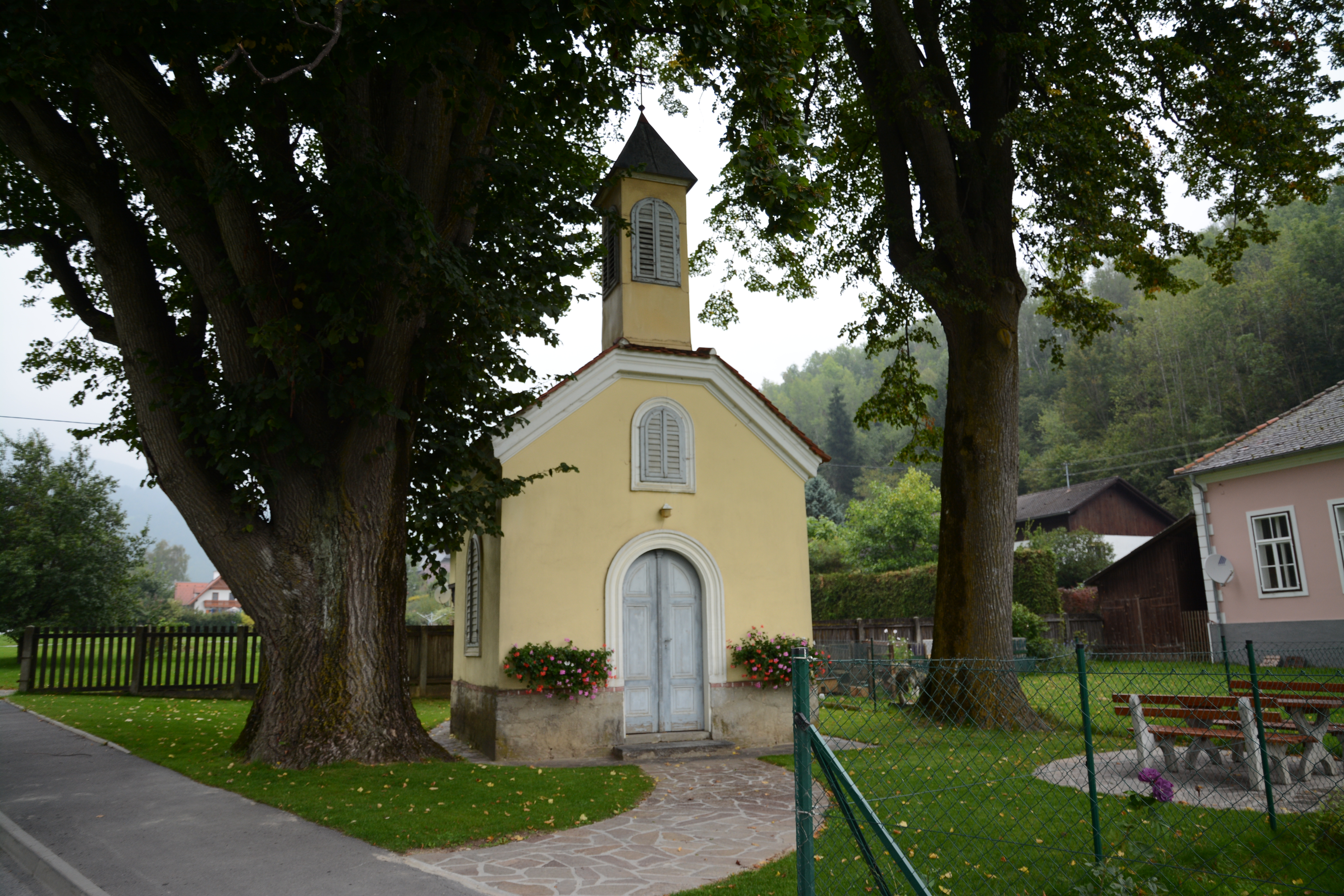
Ponigl kápolnája

Thannhausen a kelet-stájerországi régióban fekszik, közvetlenül a járási székhely Weiztől északra. Az önkormányzat 9 települést egyesít: Alterilz (109 lakos 2018-ban), Grub (171), Landscha bei Weiz (602), Oberdorf bei Thannhausen (186), Oberfladnitz-Thannhausen (434), Peesen (324), Ponigl (253), Raas (184) és Trennstein (166). Thannhausen nevű település nincs, a község a kastélyről kapta a nevét. A polgármesteri hivatal Oberfladnitz-Thannhausenben található.
A környező önkormányzatok: északra Sankt Kathrein am Offenegg, északkeletre Anger, délkeletre Puch bei Weiz, délre Weiz, nyugatra Naas.

## Lakosság
A thannhauseni önkormányzat területén 2018 januárjában 2429 fő élt. A lakosságszám 2001 óta gyarapodó tendenciát mutat. 2015-ben a helybeliek 96,6%-a volt osztrák állampolgár; a külföldiek közül 0,9% a régi (2004 előtti), 1,9% az új EU-tagállamokból érkezett. 2001-ben a lakosok 94,2%-a római katolikusnak, 2,9% pedig felekezeten kívülinek vallotta magát. Ugyanekkor 5 magyar élt a községben.  

## Látnivalók
- Thannhausen várát 1177-ben említik először, akkor még Trennstein néven. Johann von Teuffenbach építtette egy régi római villa helyén. 1585-ben Conrad von Thannhausen és felesége, Dorothea von Teuffenbach reneszánsz stílusú kastéllyá alakította át. A Thannhausen-család 1686-os kihalása után a kastély a Khevenhüllerek, majd a Wurmbrand-Stuppachok kezére került. Az utóbbiak 1720-ban jelentős módosításokat hajtottak végre, amelytől az épület barokk jelleget kapott. 1806 óta a kastély a Gudenus báróké. A jókora, háromemeletes épület négy szárnya tágas udvart fog közre. Sarkait gyémánt alaprajzú tornyokkal erősítették meg.
- Ponigl kápolnája
- Útmenti szentkép Peesenben

## Fordítás
- Ez a szócikk részben vagy egészben  a   Thannhausen (Steiermark) című német Wikipédia-szócikk ezen változatának fordításán alapul.  Az eredeti cikk szerkesztőit annak laptörténete sorolja fel. Ez a jelzés csupán a megfogalmazás eredetét és a szerzői jogokat jelzi, nem szolgál a cikkben szereplő információk forrásmegjelöléseként.